# Synallaxis albigularis
El pijuí pechioscuro (Synallaxis albigularis), también denominado chamicero amazónico o rastrojero amazónico (en Colombia), colaespina pechioscura (en Ecuador), pijuí de pecho oscuro o cola-espina de pecho oscuro (en Perú), es una especie de ave paseriforme de la familia Furnariidae perteneciente al numeroso género Synallaxis. Es nativa del occidente de la cuenca amazónica en América del Sur.

## Distribución y hábitat
Se distribuye desde el sur de Colombia, hacia el sur por el este de Ecuador, norte, este y sureste de Perú, hasta el extremo noroeste de Bolivia, y hacia el este por el oeste de la Amazonia brasileña.
Esta especie es considerada común en sus hábitats naturales: los pastizales y matorrales, en crecimientos boscosos jóvenes, principalmente en las islas fluviales y entre la vegetación de la ribera de los ríos,  generalmente por debajo de los 1050 metros de altitud, pero a veces hasta los 1800 metros.

## Descripción
Mide entre 15 y 16 cm de longitud y pesa entre 14 y 18 gramos. Presenta corona anaranjada rufa; frente y mejillas gris oscuro. Por abajo es grisáceo (aves del norte son más oscuras); coberteras de las alas anaranjadas rufas; dorso marrón oliváceo. La cola es pardo grisácea, bastante corta y deshilachada. La garganta es blanca escamada de negro.

## Comportamiento
Similar a otros del género Synallaxis. Forrajean en pareja en el denso enmarañado y emergen a veces para cantar. Son difíciles de ser vistos y mucho más oídos.

### Alimentación
Su dieta consiste de artrópodoss que capturan en el follaje o en ramas pequeñas, entre uno a dos metros del suelo, o en el suelo mismo.

### Reproducción
Como otros, construyen un nido de estructura globular de ramitas con una entrada lateral tubular.

### Vocalización
Su canto es un  «pui-pe-re-re» con el mismo timbre de Synallaxis spixi, a pesar de que ambas presentan distribución alopátrica.

## Sistemática

### Descripción original
La especie S. albigularis fue descrita por primera vez por el zoólogo británico Philip Lutley Sclater en 1858 bajo el mismo nombre científico; su localidad tipo es: «Río Napo, Ecuador».

### Etimología
El nombre genérico femenino «Synallaxis» puede derivar del griego «συναλλαξις sunallaxis, συναλλαξεως sunallaxeōs»: intercambio; tal vez porque el creador del género, Vieillot, pensó que dos ejemplares de características semejantes del género podrían ser macho y hembra de la misma especie, o entonces, en alusión a las características diferentes que garantizan la separación genérica; una acepción diferente sería que deriva del nombre griego «Synalasis», una de las ninfas griegas Ionides. El nombre de la especie « albigularis», se compone de las palabras del latín «albus»: blanco  y «gularis»: de garganta; significando «de garganta blanca».

### Taxonomía
Los datos genético-moleculares indican que forma un grupo con Synallaxis albescens, S. frontalis, S. azarae y S. courseni. Tal vez sea especie hermana de la primera, con quien ya fue considerada conespecífica. La subespecie propuesta S. albescens pullata Ripley, 1955, en realidad es un sinónimo de la subespecie nominal de la presente especie. Aves de mayor tamaño y mucho más oscuras de las cuencas de los ríos Huallaga y Ucayali en el Perú, parecen representar una nueva subespecie no descrita.

### Subespecies
Según las clasificaciones del Congreso Ornitológico Internacional (IOC) y Clements Checklist/eBird v.2019 se reconocen dos subespecies, con su correspondiente distribución geográfica:
- Synallaxis albigularis rodolphei Bond, 1956 – sur de Colombia (Meta, al sur hasta Putumayo) y noreste de Ecuador (Sucumbíos, norte de Napo).
- Synallaxis albigularis albigularis P.L. Sclater, 1858 – este de Ecuador (al sur desde el sur de Napo), sureste de Colombia (extremo sur de Amazonas), este de Perú (Amazonas al sur hasta Madre de Dios), oeste de Bolivia y oeste de Brasil (al este, principalmente a lo largo del Río Amazonas hasta el río Negro).